# Xin Rong
Xin Rong är en fiktiv person i tv-serien Buffy och vampyrerna. Hon är Dråparen (The Slayer) under en period i Kina. Rollfiguren var med i avsnitt av serien och i några av böckerna som uppstått ur Buffy och vampyrerna. Hon var aktiv från 1890-talet till 1900-talet. På 1900-talet kom Angel/Angelus, Spike, Drusilla och Darla till Kina för Boxarupproret. Xin gav sig på Spike och gav honom ett ärr för livet med sitt vapen. Olyckligtvis slutade det hela med att Spike dödade Xin Rong. Men Xin Rong hade starka familjeband, och familjen ville hämnas. De spårade upp Spike och Drusilla i Prag, men hann inte ifatt dem förrän 1933 i Chicago. Drusilla skadades så svårt att hon återhämtade sig först efter 10 år! Men att slåss mot vampyrer är inte lätt, i kampen dödades familjen Rong.